# Брэбрук, Питер
Питер Брэбрук (англ. Peter Brabrook; 8 ноября 1937 — 10 декабря 2016) — английский футболист, выступавший на позиции флангового полузащитника. Провёл более 500 матчей в Футбольной лиге Англии на разных уровнях, большую часть из них — за «Челси», «Вест Хэм Юнайтед» и «Лейтон Ориент». Сыграл также три матча за сборную Англии.

## Биография
Уроженец Гринвича (Лондон), Брэбрук начинал свою карьеру в клубе «Редбридж». В сезоне 1954/1955 он дебютировал в составе «Челси», выиграв с ним чемпионат страны и проведя при этом всего три матча в сезоне. Во всех турнирах за «Челси» он провёл 271 матч и забил 57 голов. За сборную Англии Брэбрук сыграл три матча на чемпионате мира 1958 года в Швеции, в том числе матч 17 июня против сборной СССР, в котором англичане проиграли 0:1 и не попали в четвертьфинал.
После того, как тренером команды стал Томми Дохерти, Брэбрук вынужден был покинуть команду: он перешёл в «Вест Хэм» за 35 тысяч фунтов стерлингов в 1962 году. Дебютный матч за «молотобойцев» Брэбрук провёл 22 октября 1962 года, сыграв вничью с «Бернли» 2:2. Через месяц он забил свой первый гол в ворота «Шеффилд Уэнсдей», принеся своему клубу победу 3:1. Всего за шесть сезонов в «Вест Хэме» Брэбрук провёл 215 матчей, забив 43 гола. Его одноклубниками были такие игроки, как Бобби Мур, Мартин Питерс и Джеффри Хёрст. Брэбрук выиграл Кубок Англии в 1964 году и Кубок обладателей кубков в 1965 году. В сезоне 1963/1964 он установил свой персональный рекорд, забив 12 голов (в том числе два в ворота клубов «Чарльтон Атлетик» и «Ориент» в Кубке Англии), а в финале Кубка Англии он сделал победный навес на Ронни Бойса (победа над «Болтоном» со счётом 3:2). Сезон 1964/1965 для Брэбрука обернулся множеством травм, из-за чего он сыграл всего 25 матчей в сезоне (в том числе один в Кубке обладателей кубков УЕФА); в сезоне 1965/1966 он довёл «Вест Хэм» до полуфиналов Кубка Лиги и Кубка обладателей кубков.
В 1968 году Брэбрук покинул команду, перейдя в «Лейтон Ориент», откуда затем ушёл в «Ромфорд», где и завершил карьеру. В дальнейшем Брэбрук работал тренером академии «Вест Хэма» и скаутом команды: среди его воспитанников и будущих звёзд английского футбола выделяются Фрэнк Лэмпард, Джо Коул и Майкл Каррик.
Скончался 10 декабря 2016 года в возрасте 79 лет. Оставил сына Уэйна, дочь Донну, внука Пи-Джея и внучек Дэйзи и Рози.

## Достижения
- Победитель Кубка Англии: 1963/1964[11]
- Победитель Суперкубка Англии: 1964[12]
- Победитель Кубка обладателей кубков: 1964/1965[5]